# 백기흉상어
백기흉상어(白鰭兇 ── , whitetip reef shark)는 흉상어목 흉상어과에 딸린 물고기이다. "단문상어"라고도 부른다. 등지느러미와 꼬리지느러미 끝이 뚜렷한 흰색인 것이 특징이다. 백기흉상어속(Triaenodon 트리아이노돈[*])의 유일종이다. 일반적으로 1.6m(5.2ft)를 초과하지 않는 작은 크기의 상어로, 가늘고 긴 몸과 짧지만 넓은 머리, 콧구멍 옆에 튜브 모양의 피부, 수직동공의 타원형 눈, 그리고 흰 끝 돌출된 등지느러미와 꼬리지느러미로 쉽게 알아볼 수 있다. 인도양과 태평양의 열대 산호초 지대에서 가장 흔한 상어 중 하나이다. 일반적으로 깨끗한 물 속에서 8-40m(26-131ft) 깊이의 수심에서 서식한다. 백기흉상어는 낮에 동굴 안에서 휴식을 취하며 시간의 대부분을 보내고 있다. 숨쉬기 위해 지속적으로 수영해야하는 다른 상어와 달리, 이 상어는 가만히 누워 숨을 쉴 수 있다. 밤에는 백기흉상어가 무리지어 나와 뼈가 있는 물고기,갑각류 및 문어를 사냥하기 위해 나와 다른 상어들과 함께 활동한다.긴 몸으로 인해 동물들의 구멍과 틈새로 침투하여 숨은 먹이를 사냥할 수 있다. 몇 달 또는 몇 년간 산호초 내의 특정 지역에 머무른다. 이 종은 배에서 발전하는 배아들이 어머니의 태반 연결을 통해 유지되는 산란식이다. 백기흉상어가 수영하는 사람에게 호기심을 가지고 접근하는 경우도 있으나 공격적인 경우는 거의 없다. 국제 자연 보전 연맹(IUCN)은 백기흉상어를 취약(VU, Vulnerable) 종으로 평가하면서, 분포 지역에 걸쳐 규제되지 않은 어업 활동의 수준이 증가함에 따라 그 수가 감소하고 있다고 지적했다. 느린 번식률과 제한된 서식지 선호로 인해 개체군이 남획에 취약하다.

## 분포 및 서식
백기흉상어는 인도양과 태평양의 열대 산호초 지대 전역에 분포한다.이전에 노캐롤라이나에서 발견된 마이오세기 치아 화석을 바탕으로 대서양 지역에 서식하였을 것으로 추측되었지만, 보다 최근 연구에서 해당 치아는 악상어목 상어의 것임이 밝혀졌으며 이 종은 대서양에 서식한 적이 없다는 것이 확인되었다. 인도양에서는 남아프리카 공화국의 콰즐루나탈 주 북부부터 홍해와 인도 서부, 마다가스카르, 모리셔스, 코모로, 알다브라 군도, 세이셸, 스리랑카, 차고스 제도까지 분포한다. 서태평양과 중태평양 지역에서는 중국 남쪽, 대만부터 필리핀, 동남아시아, 인도네시아, 북부 호주까지, 말레이시아에 있는 여러 섬들을 중심으로 분포하며 북쪽으로는 하와이, 남동쪽으로는 핏케언 제도까지 발견된다. 동태평양 지역에서는 코스타리카에서 파나마까지, 갈라파고스 제도에서 발견된다.매우 맑은 물을 선호하며, 바닥에서 멀리 수영하지 않는다. 이 종은 일반적으로 8-20m(26–131 ft)의 깊이에서 발견된다. 때때로 1m 이하의 얕은 물에 들어갈 수 있으며, 리우큐 제도에서는 330m(1,080피트)에서 백기흉상가 포획된 기록이 있다.

## 생김새
비교적 작은 종이며, 백기흉상어는 1.6m(5.2ft)보다 커지는 개체는 적다. 이 종이 달성하는 최대 길이는 종종 2.1m(6.9ft)로 보고되지만, 이는 원래 시각적 관찰에 기초하여 작성된 것으로 확실하지는 않다. 이 종의 보고된 최고 체중은 18.3kg(40lb)이다. 백기흉상어는 날씬한 몸과 짧고 폭이 넓은 머리를 가지고 있다. 주둥이는 납작하고 둥글며, 콧구멍 앞쪽에는 피부조각이 크게 달려있어 튜브 모양으로 말려 들어간다. 눈은 작고 세로로 긴 동그란 모양으로, 위에 돌출된 능선이 있으며, 종종 작은 유동선이 따라 나간다. 입은 명확한 아래로 향하는 기울기가 있으며(상어를 불쾌한 표정으로 만든다), 모서리에는 짧은 주름이 있다. 윗입에는 42-50개의 이빨 줄이 있고, 아랫입에는 42-48개의 이빨 줄이 있다. 첫 번째 등지느러미는 골격의 뒤쪽에 위치하며, 머리 비늘 아래쪽에 위치한 배지느러미보다 가깝다. 두 번째 등지느러미는 크며, 첫 번째 등지느러미의 높이의 약 2분의 1에서 3분의 2 정도 됩니다. 첫 번째와 두 번째 등지느러미 사이에는 능선이 없습니다. 꼬리 지느러미의 하부 후렴은 상부의 절반의 길이를 갖고, 끝 부분에 강한 눈금이 있습니다. 질감은 작고 겹쳐진 표피 치아로 이루어져 있으며, 일반적으로 가로줄 7줄을 가지고 있어 매끄럽게 느껴진다. 색상은 회갈색에서 갈색조각 위쪽은 흰색이고, 개인마다 흩어진 작은 어두운 반점 패턴이 있습니다. 첫 번째 등지느러미와 상부 꼬리 지느러미 끝부분, 때로는 두 번째 등지느러미와 아래 꼬리 지느러미 끝부분도 밝은 흰색입니다.